# Банкс (Арканзас)
Банкс (енгл. Banks) град је у америчкој савезној држави Арканзас.

## Демографија
По попису из 2010. године број становника је 124, што је 4 (3,3%) становника више него 2000. године.
| Група             | 2000.      | 2010.       |
| Белци             | 87 (72,5%) | 109 (87,9%) |
| Афроамериканци    | 24 (20,0%) | 9 (7,3%)    |
| Азијати           | 0 (0,0%)   | 2 (1,6%)    |
| Хиспаноамериканци | 6 (5,0%)   | 4 (3,2%)    |
| Укупно            | 120        | 124         |